# Öjaby landskommun
Öjaby landskommun var en tidigare kommun i Kronobergs län.

## Administrativ historik
Den 1 januari 1863 började kommunalförordningarna gälla och då inrättades cirka 2 500 kommuner (städer, köpingar och landskommuner), tillsammans täckande hela landets yta. I Öjaby socken i Kinnevalds härad i Småland inrättades då denna kommun.
Kommunreformen 1952 innebar att denna landskommun uppgick i Bergunda landskommun, som 1971 uppgick i Växjö kommun.

## Politik

### Mandatfördelning i Öjaby landskommun 1938-1946
| 5 | 3 | 3 | 4 |

| 14 |

| 7 | 3 | 3 | 2 |

| 14 |

| 9 | 5 | 2 | 4 |

| 19 |